# Primer ministre de Mali

Blasó de Mali.

Aquesta és la llista dels primers ministres de Mali de 1960 fins a l'actualitat.
| Nom                                                              | Començament del mandat | Fi del mandat          | Partit       |
| ---------------------------------------------------------------- | ---------------------- | ---------------------- | ------------ |
| Modibo Keïta                                                     | 20 de juny de 1960     | 1965                   | US-RDA       |
| càrrec abolit de 1965 fins a 19 de novembre de 1968              |                        |                        |              |
| Yoro Diakité                                                     | 19 de novembre de 1968 | 18 de setembre de 1969 | militar      |
| càrrec abolit de 18 de setembre de 1969 fins a 6 de juny de 1986 |                        |                        |              |
| Mamadou Dembélé                                                  | 6 de juny de 1986      | 6 de juny de 1988      | sense partit |
| càrrec abolit de 6 de juny de 1988 fins a 2 d'abril de 1991      |                        |                        |              |
| Soumana Sako                                                     | 2 d'abril de 1991      | 9 de juny de 1992      | sense partit |
| Younoussi Touré                                                  | 8 de juny de 1992      | abril de 1993          | Adéma-PASJ   |
| Abdoulaye Sékou Sow                                              | abril de 1993          | 2 de febrer de 1994    | Adéma-PASJ   |
| Ibrahim Boubacar Keïta                                           | 4 de febrer de 1994    | 14 de febrer de 2000   | Adéma-PASJ   |
| Mandé Sidibé                                                     | 21 de febrer de 2000   | 18 de març de 2002     | Adéma-PASJ   |
| Modibo Keïta                                                     | 18 de març de 2002     | 9 de juny de 2002      | Adéma-PASJ   |
| Ahmed Mohamed ag Hamani                                          | 9 de juny de 2002      | 30 d'abril de 2004     | sense partit |
| Ousmane Issoufi Maïga                                            | 30 d'abril de 2004     | 27 de setembre de 2007 | sense partit |
| Modibo Sidibé                                                    | 28 de setembre de 2007 | 3 d'abril de 2011      | sense partit |
| Cissé Mariam Kaïdama Sidibé                                      | 3 d'abril de 2011      | 22 de març de 2012     | sense partit |
| càrrec abolit de 22 de març fins a 17 d'abril de 2012            |                        |                        |              |
| Cheick Modibo Diarra (Interinament)                              | 17 d'abril de 2012     | 11 de desembre de 2012 | sense partit |
| Django Sissoko (Interinament)                                    | 11 de desembre de 2012 | 5 de setembre de 2013  | sense partit |
| Omar Tatam Ly                                                    | 5 de setembre de 2013  | 2014                   | sense partit |
| Moussa Mara                                                      | 2014                   | 2015                   | Yéléma       |
| Modibo Keïta                                                     | 2015                   | 2017                   | Adéma-PASJ   |
| Abdoulaye Idrissa Maïga                                          | 2017                   | 2017                   | RPM          |
| Soumeylou Boubèye Maïga                                          | 2017                   | 2019                   | ASMA-CFP     |
| Boubou Cissé                                                     | 2019                   | 2020                   | sense partit |
| Moctar Ouane                                                     | 2020                   | 2021                   | sense partit |
| Choguel Kokalla Maïga                                            | 2021                   |                        | sense partit |